# Monstress
Monstress (Candy Pyponte-Le Parc III) è un personaggio immaginario, una supereroina del XXX e XXXI secolo dell'Universo DC, ed un membro della Legione dei Super-Eroi nella continuità post-Ora Zero.

## Biografia del personaggio
Candi era la figlia coccolata di un ricco industriale del pianeta Xanthu che ottenne le sue abilità e il mostruoso aspetto da un'esplosione causata una bomba altera-gene all'interno di una pianta in uno dei laboratori-fabbrica di suo padre. La bomba fu attivata da un protestante che era disgustato dalle condizioni della fabbrica.
Si unì agli Uncanny Amazers di Kid Quantum e Star Boy, ed ebbero una competizione amichevole con la Legione dei Super-Eroi. Le due squadre combatterono contro Mordru, il Signore Oscuro: impressionata dalla Legione, chiese di farne parte e fu accontentata. Da lì aiutò a reclutare Kid Quantum, e per caso, Element Lad alterò il colore della sua pelle da verde ad arancione. Monstress fu anche una cara amica di Lori Morning.
Gli alieni noti come Blight attaccarono, causando il trasporto di dieci Legionari nella parte più lontana dell'universo. Montress comparve nei primi undici numeri della serie Legion Lost, raccontando cosa accadde a questo gruppo di Legionari. Il suo compare di squadra Element Lad fu separato dal gruppo e lanciato nel tempo e nello spazio, e questo viaggio personale lo rese matto. Monstress, che nutrì dei sentimenti verso Element Lad, tentò di farlo uscire dalla pazzia, ma lui la chiamò inferiore e la uccise toccandola.
La maggior parte dei Legionari perduti tornarono a casa, e tennero un raduno commemorativo in memoria di Element Lad e Monstress.

## Reazione dei fan
Dan Abnett: "Quando mettemmo le mani sulla Legione, Monstress era davvero impopolare. Ricevevamo posta e lettere regolarmente in cui ci domandavano di farla fuori. In realtà a noi piaceva, e attraverso "Legion Lost" facemmo del nostro meglio per fare di lei un personaggio affascinante e interessante. Quando morì, tragicamente, alla fine di "Lost", la gente era davvero arrabbiata!" - Comic Book Resources.